# Euseius ovaloides
Euseius ovaloides är en spindeldjursart som först beskrevs av Blommers 1974.  Euseius ovaloides ingår i släktet Euseius och familjen Phytoseiidae. Inga underarter finns listade i Catalogue of Life.